# Mauborget
Mauborget (toponimo francese) è un comune svizzero di 123 abitanti del Canton Vaud, nel distretto del Jura-Nord vaudois.

## Monumenti e luoghi d'interesse
- Cappella riformata, eretta nel 1964[1].

## Società

### Evoluzione demografica
L'evoluzione demografica è riportata nella seguente tabella:
Abitanti censiti

## Economia
Mauborget è una stazione sciistica specializzata nello sci di fondo e sviluppatasi a partire dagli anni 1990.

## Amministrazione
Ogni famiglia originaria del luogo fa parte del cosiddetto comune patriziale e ha la responsabilità della manutenzione di ogni bene ricadente all'interno dei confini del comune.